# Margaret
Margaret je žensko ime.

## Osobe s imenom Margaret
- Margaret Atwood (rođena 1939.), kanadska spisateljica
- Margaret Sarah Carpenter (1793. – 1872.), engleska slikarica
- Margaret Court (rođena 1942.), australska tenisačica
- Margaret Fuller (1810. – 1850.), američka kritičarka
- Margaret Mead (1901. – 1978.), američka antropologica
- Margaret Mitchell (1900. – 1949.), američka spisateljica
- Margaret Taylor (1788. – 1852.), prva dama Sjedinjenih Američkih Država
- Margaret Thatcher (1925. – 2013.), britanska političarka
- Margaret Lindsay Williams (1888. – 1960.), velška slikarica

## Ostalo
- Margaret (mjesec)